# Grande Prêmio do Barém de 2005
O Grande Prêmio do Barém de 2005 foi uma corrida de Fórmula 1 realizada em 3 de abril de 2005 no Circuito Internacional do Barém. Esta foi a terceira etapa da temporada de 2005, tendo como vencedor o espanhol Fernando Alonso.

## Resumo
- A corrida foi o Grande Prêmio de F1 mais quente da história até ali, com temperatura ambiente de 42 °C e temperatura da pista de até 56 °C.
- Essa foi a 100ª vitória, de um carro, equipados com motor, Renault.
- Para a maioria dos pilotos, os motores utilizados nessa corrida também seriam usados em San Marino, como exigido pela nova regulamentação de 2005.
- As comemorações no pódio foram mudas, por causa da morte do Papa João Paulo II na tarde anterior.
- A Ferrari fez homenagem ao Papa João Paulo II com o bico do carro de preto em sinal de luto.

## Pilotos de sexta-feira
| Construtor        | Nº | Piloto            |
| ----------------- | -- | ----------------- |
| McLaren-Mercedes  | 35 | Alexander Wurz    |
| Sauber-Petronas   | 36 | Can Artam         |
| Red Bull-Cosworth | 37 | Vitantonio Liuzzi |
| Toyota            | 38 | Ricardo Zonta     |
| Jordan-Toyota     | 39 | Ernesto Viso      |
| Minardi-Cosworth  | 40 | Juan Cruz Álvarez |

## Classificação

### Treinos oficiais
| Pos.   | Nº | Piloto               | Equipe            | Q1       | Q2       | Q1+Q2    | Grid |
| ------ | -- | -------------------- | ----------------- | -------- | -------- | -------- | ---- |
| 1      | 5  | Fernando Alonso      | Renault           | 1:29.848 | 1:32.054 | 3:01.902 | 1    |
| 2      | 1  | Michael Schumacher   | Ferrari           | 1:30.237 | 1:32.120 | 3:02.357 | 2    |
| 3      | 16 | Jarno Trulli         | Toyota            | 1:29.993 | 1:32.767 | 3:02.660 | 3    |
| 4      | 8  | Nick Heidfeld        | Williams-BMW      | 1:30.390 | 1:32.827 | 3:03.217 | 4    |
| 5      | 7  | Mark Webber          | Williams-BMW      | 1:30.592 | 1:32.670 | 3:03.262 | 5    |
| 6      | 17 | Ralf Schumacher      | Toyota            | 1:30.952 | 1:32.319 | 3:03.271 | 6    |
| 7      | 15 | Christian Klien      | Red Bull-Cosworth | 1:30.646 | 1:32.723 | 3:03.369 | 7    |
| 8      | 10 | Pedro de la Rosa     | McLaren-Mercedes  | 1:30.725 | 1:32.648 | 3:03.373 | 8    |
| 9      | 9  | Kimi Räikkönen       | McLaren-Mercedes  | 1:30.594 | 1:32.930 | 3:03.524 | 9    |
| 10     | 8  | Giancarlo Fisichella | Renault           | 1:30.445 | 1:33.320 | 3:03.765 | 10   |
| 11     | 3  | Jenson Button        | BAR-Honda         | 1:30.957 | 1:33.391 | 3:04.348 | 11   |
| 12     | 12 | Felipe Massa         | Sauber-Petronas   | 1:30.933 | 1:34.269 | 3:05.202 | 12   |
| 13     | 4  | Takuma Sato          | BAR-Honda         | 1:31.113 | 1:34.450 | 3:05.563 | 13   |
| 14     | 14 | David Coulthard      | Red Bull-Cosworth | 1:31.211 | 1:34.633 | 3:05.844 | 14   |
| 15     | 2  | Rubens Barrichello   | Ferrari           | 1:31.826 | 1:35.867 | 3:07.693 | 20†  |
| 16     | 11 | Jacques Villeneuve   | Sauber-Petronas   | 1:32.318 | 1:35:665 | 3:07.983 | 15   |
| 17     | 18 | Tiago Monteiro       | Jordan-Toyota     | 1:33.424 | 1:36.004 | 3:09.428 | 16   |
| 18     | 19 | Narain Karthikeyan   | Jordan-Toyota     | 1:33.190 | 1:36.953 | 3:10.143 | 17   |
| 19     | 21 | Christijan Albers    | Minardi-Cosworth  | 1:34.005 | 1:36.417 | 3:10.422 | 18   |
| 20     | 20 | Patrick Friesacher   | Minardi-Cosworth  | 1:34.848 | 1:36.413 | 3:11.261 | 19   |
| Fonte: |    |                      |                   |          |          |          |      |

- † Rubens Barrichello foi punido por trocar o motor.

### Corrida
| Pos.   | Nº | Piloto               | Construtor        | Voltas | Tempo/Diferença | Grid | Pontos |
| ------ | -- | -------------------- | ----------------- | ------ | --------------- | ---- | ------ |
| 1      | 5  | Fernando Alonso      | Renault           | 57     | 1:29:18.531     | 1    | 10     |
| 2      | 16 | Jarno Trulli         | Toyota            | 57     | + 13.409        | 3    | 8      |
| 3      | 9  | Kimi Räikkönen       | McLaren-Mercedes  | 57     | + 32.063        | 9    | 6      |
| 4      | 17 | Ralf Schumacher      | Toyota            | 57     | + 53.272        | 6    | 5      |
| 5      | 10 | Pedro de la Rosa     | McLaren-Mercedes  | 57     | + 1:04.988      | 8    | 4      |
| 6      | 7  | Mark Webber          | Williams-BMW      | 57     | + 1:14.701      | 5    | 3      |
| 7      | 12 | Felipe Massa         | Sauber-Petronas   | 56     | + 1 volta       | 12   | 2      |
| 8      | 14 | David Coulthard      | Red Bull-Cosworth | 56     | + 1 volta       | 14   | 1      |
| 9      | 2  | Rubens Barrichello   | Ferrari           | 56     | + 1 volta       | 20   |        |
| 10     | 18 | Tiago Monteiro       | Jordan-Toyota     | 55     | + 2 voltas      | 16   |        |
| Ret    | 11 | Jacques Villeneuve   | Sauber-Petronas   | 54     | Suspensão       | 15   |        |
| 12     | 20 | Patrick Friesacher   | Minardi-Cosworth  | 54     | + 3 voltas      | 19   |        |
| 13     | 21 | Christijan Albers    | Minardi-Cosworth  | 53     | + 4 voltas      | 18   |        |
| Ret    | 3  | Jenson Button        | BAR-Honda         | 46     | Embreagem       | 11   |        |
| Ret    | 4  | Takuma Sato          | BAR-Honda         | 27     | Freios          | 13   |        |
| Ret    | 8  | Nick Heidfeld        | Williams-BMW      | 25     | Motor           | 4    |        |
| Ret    | 1  | Michael Schumacher   | Ferrari           | 12     | Pane hidráulica | 2    |        |
| Ret    | 6  | Giancarlo Fisichella | Renault           | 4      | Motor           | 10   |        |
| Ret    | 19 | Narain Karthikeyan   | Jordan-Toyota     | 2      | Pane elétrica   | 17   |        |
| Ret    | 15 | Christian Klien      | Red Bull-Cosworth | 0      | Pane elétrica   | 7    |        |
| Fonte: |    |                      |                   |        |                 |      |        |

## Tabela do campeonato após a corrida
| Pos.   | Piloto               | Pontos |
| ------ | -------------------- | ------ |
| 1      | Fernando Alonso      | 26     |
| 2      | Jarno Trulli         | 16     |
| 3      | Giancarlo Fisichella | 10     |
| 4      | Ralf Schumacher      | 9      |
| 5      | David Coulthard      | 9      |
| Fonte: |                      |        |

| Pos.   | Equipe            | Pontos |
| ------ | ----------------- | ------ |
| 1      | Renault           | 36     |
| 2      | Toyota            | 25     |
| 3      | McLaren-Mercedes  | 19     |
| 4      | Williams-BMW      | 13     |
| 5      | Red Bull-Cosworth | 12     |
| Fonte: |                   |        |

- Nota: Somente as primeiras cinco posições estão listadas.